# Чемпионат мира по стрельбе 1898
2-й чемпионат мира по стрельбе прошёл в Турине (Италия) в  1898 году.

## Общий медальный зачёт
| Место | Страна    | Золото | Серебро | Бронза | Всего |
| ----- | --------- | ------ | ------- | ------ | ----- |
| 1     | Франция   | 4      | 4       | 2      | 10    |
| 2     | Швейцария | 1      | 0       | 2      | 3     |
| 3     | Италия    | 0      | 1       | 1      | 2     |
| Всего | Всего     | 5      | 5       | 5      | 15    |

## Медалисты
| Дисциплина                                    | Золото                                                            | Серебро                                                                                           | Бронза                                                                                |
| --------------------------------------------- | ----------------------------------------------------------------- | ------------------------------------------------------------------------------------------------- | ------------------------------------------------------------------------------------- |
| Винтовка с трёх позиций, 300 метров           | Ахилл Парош                                                       | Леон Моро                                                                                         | Конрад Штеели                                                                         |
| Винтовка лёжа, 300 метров                     | Леон Моро                                                         | Ахилл Парош                                                                                       | Стефано Тиротти                                                                       |
| Винтовка с колена, 300 метров                 | Конрад Штеели                                                     | Ахилл Парош                                                                                       | Леон Моро                                                                             |
| Винтовка стоя, 300 метров                     | Ахилл Парош                                                       | Леон Моро                                                                                         | Огюст Кавадини                                                                        |
| Винтовка с трёх позиций, 300 метров (команды) | Франция · Огюст Кавадини · Ахилл Парош · Алле · Леон Моро · Дюфье | Италия · Луиджи Карасселе · Чирилло Черутти · Артуро Маганьини · Стефано Тиротти · Чезаре Валерио | Швейцария · Конрад Штеели · Альсиде Хирши · Фридрих Люти · Франк Жюльен · Луи Ришарде |